# Walter Kühn (Admiral)
Walter Kühn (* 4. Juli 1920 in Chemnitz; † nach 1990) war ein Konteradmiral der Volksmarine der Deutschen Demokratischen Republik.

## Leben
Walter Kühn, Sohn eines Arbeiters, begann nach dem Schulbesuch 1935 eine Berufsausbildung zum Modelltischler und trat 1940 in die Kriegsmarine des Deutschen Reiches ein. Er nahm am Zweiten Weltkrieg teil und wurde zuletzt zum Obermaat befördert. Nach Kriegsende wurde er 1945 Mitglied der Kommunistischen Partei Deutschlands (KPD) und trat am 1. Juli 1945 den bewaffneten Organen bei, und zwar der von der Sowjetischen Militäradministration (SMAD) gegründeten Volkspolizei. Er war zunächst von 1945 bis 1946 Revierleiter der Volkspolizei in Chemnitz und wurde 1946 Mitglied der Sozialistischen Einheitspartei Deutschlands (SED). Daraufhin fungierte er zwischen 1946 und 1949 nacheinander als Leiter der Schutzpolizei in Aue, Dresden sowie zuletzt in Oschatz. Nachdem er zwischen 1949 und 1950 Offiziershörer an der Hochschule der Volkspolizei war, fungierte er zwischen 1951 und 1952 als Vorsitzender der Parteikontrollkommission der Hauptverwaltung Seepolizei beziehungsweise der daraus am 1. Juli 1952 entstandenen Volkspolizei See (VP-See). Anschließend war er von 1952 bis 1954 Stellvertreter für politische Arbeit beim Chef des Stabes der VP-See sowie zwischen 1954 und 1955 stellvertretender Leiter der Politabteilung der VP-See.
Nachdem er von 1955 bis 1956 Offiziershörer an der Politschule Treptow war, fungierte Fregattenkapitän Kühn als Nachfolger von Fregattenkapitän Hellmut Neumeister zwischen dem 1. November 1956 und dem 31. Dezember 1958 als Chef der Vierten Flottille der neu gegründeten Volksmarine, woraufhin am 1. Februar 1959 seine Ablösung durch Fregattenkapitän Johannes Streubel erfolgte. Er selbst wurde am 1. März 1958 zum Kapitän zur See befördert und besuchte im Anschluss von 1959 bis 1961 die Seekriegsakademie der UdSSR. Zuletzt wurde er 1961 stellvertretender Chef des Stabes für Organisation im Kommando der Volksmarine und bekleidete diesen Posten bis zu seiner Entlassung am 30. November 1980. Am 1. März 1976 wurde Kapitän zur See Kühn im Rahmen des 20. Jahrestages der Nationalen Volksarmee (NVA) zum Konteradmiral befördert. Für seine Verdienste in der DDR wurde er mit dem Vaterländischen Verdienstorden  in Silber sowie dem Kampforden „Für Verdienste um Volk und Vaterland“ in Gold ausgezeichnet.